# Vanneau de Cayenne
Hoploxypterus cayanus, Hoploxypterus
Genre
Espèce
Statut de conservation UICN

 LC  : Préoccupation mineure
Le Vanneau de Cayenne (Hoploxypterus cayanus, unique représentant du genre Hoploxypterus) est une espèce d'oiseaux de la famille des Charadriidae.

## Répartition
Cet oiseau se rencontre en Argentine, en Bolivie, au Brésil, en Colombie, en Équateur, au Guyana, en Guyane, au Paraguay, au Pérou, au Suriname et au Venezuela.

## Taxonomie
L'étude phylogénique de B. C. Livezey (2010) montre que cette espèce est un taxon frère de tout le clade des Vanellus.
Le Congrès ornithologique international et Alan P. Peterson considèrent cette espèce comme très proche des pluviers, mais les autres autorités taxinomiques (Howard and Moore (2013), Handbook of the Birds of the World (2014), Clements (2014)) la considèrent comme un vanneau, d'où le nom normalisé CINFO sous lequel elle est connue, « Vanneau de Cayenne ».
Le nom valide complet (avec auteur) de ce taxon est Hoploxypterus cayanus (Latham, 1790).
L'espèce a été initialement classée dans le genre Charadrius sous le protonyme Charadrius cayanus Latham, 1790.
Ce taxon porte en français le nom vernaculaire ou normalisé suivant : Vanneau de Cayenne.
Hoploxypterus cayanus a pour synonymes :
- Charadrius cayanus Latham, 1790
- Vanellus cayanus (Latham, 1790)